# Careproctus smirnovi
Careproctus smirnovi és una espècie de peix pertanyent a la família dels lipàrids.

## Hàbitat
És un peix marí i batidemersal que viu entre 1.500 i 1.570 m de fondària.

## Distribució geogràfica
Es troba a l'Atlàntic sud-occidental: el sud de l'Argentina.

## Observacions
És inofensiu per als humans.